# هو قوان
هو قوان تعرف ب«تشو قوان» أيضا، هي آلة نفخية ذات لسانين مصنوعة على أساس آلة نفخية صينية شعبية قديمة وهي آلة قوان تسي. وفي بداية نشأتها هو قوان كانت آلة استخدمها البائعون المتجولون في الشوارع بمقاطعة قوانغ دونغ لاجتذاب الزبائن، وحتى أواخر العشرينات من القرن العشرين بدأت تسخدم في موسيقى قوانغ دونغ وأوبرا قوانغ دونغ المحلية. ثم انتشرت في مناطق أخرى في قوانغ دونغ وقوانغسي. تتكون من صفارة وجسم الآلة ومجهار بوق. وصوتها متشابه بصوت آلة قوان تسي المنخفض والقوي، ودائما تعزف هذه الآلة لمصاحبة آلة تشونغ هو أو آلة دي هو في أوركسترا شعبية.